# Trichiusa compacta
Trichiusa compacta är en skalbaggsart som beskrevs av Thomas Casey 1893. Trichiusa compacta ingår i släktet Trichiusa och familjen kortvingar. Inga underarter finns listade i Catalogue of Life.